# Finnsnesvannet
69°13′48.3″N 17°59′11.1″Ø / 69.230083°N 17.986417°Ø
Finnsnesvannet er en lille sø på ca. 1,5 hektar midt i byen Finnsnes i Lenvik kommune i Troms fylke i Norge. Sammen med Arvid Hanssens plads er søen Lenvik kommunes Tusindårssted. Søen er kendt for de små flydende huse som sættes ud hver sommer. Der er en fontæne i vandet. I tilknytning til Finnsnesvannet ligger en friluftsscene. Om vinteren  tændes hvert år «Adventsparken», en lysdekoration som strækker  sig mellem træerne i parken rundt om søen.